# Alipes appendiculatus
Alipes appendiculatus är en mångfotingart som beskrevs av Pocock 1896. Alipes appendiculatus ingår i släktet Alipes och familjen Scolopendridae.
Artens utbredningsområde är:
- Malawi.
- Moçambique.

Inga underarter finns listade i Catalogue of Life.